# Troglodyte austral
Troglodytes musculus
Espèce
Statut de conservation UICN

 NE  : Non évalué
Le Troglodyte austral (Troglodytes musculus) est une espèce d'oiseaux de la famille des Troglodytidae.
Son aire s'étend à travers l'écozone néotropique.

## Sous-espèces
Selon la classification de référence du Congrès ornithologique international (14.2, 2024) :
- T. m. intermedius Cabanis, 1861 — du sud du Mexique au Costa Rica
- T. m. peninsularis Nelson, 1901 — péninsule du Yucatán
- T. m. inquietus Baird, 1864 — Costa Rica et Panama
- T. m. carychrous Wetmore, 1857 — île Coiba
- T. m. pallidipes Phillips, 1986 — archipel des Perles
- T. m. tobagensis Lawrence, 1888 — Tobago
- T. m. atopus Oberholser, 1904 — nord de la Colombie
- T. m. effutitus Wetmore, 1958 — péninsule de Guajira et nordouest du Venezuela
- T. m. striatulus (Lafresnaye, 1845) — Colombie et nord-ouest du Venezuela
- T. m. columbae Stone, 1899 — est de la Colombie et ouest du Venezuela
- T. m. clarus Berlepsch & Hartert, 1902 — du nordest du Pérou au plateau des Guyanes
- T. m. albicans Berlepsch & Taczanowski, 1884 — sud-ouest de la Colombie et ouest de l'Équateur
- T. m. musculus Naumann, 1823 — centre/est du Brésil, est du Paraguay et nord-est de l'Argentine
- T. m. bonariae Hellmayr, 1919 — extrême sud-est du Brésil, Uruguay et nord-est de l'Argentine
- T. m. puna Berlepsch & Sztolcman, 1896 — puna
- T. m. audax Tschudi, 1844 — ouest du Pérou
- T. m. carabayae Chapman & Griscom, 1924 — centre/sud du Pérou
- T. m. tecellatus d'Orbigny & Lafresnaye, 1837 — sud du Pérou et nord du Chili
- T. m. rex Berlepsch & Leverkühn, 1837 — Gran Chaco
- T. m. atacamensis Hellmayr, 1924 — centre/nord du Chili
- T. m. chilensis Lesson, 1830 — sud du Chili et de l'Argentine